# Ostrożanka (Białoruś)
Ostrożanka (biał. Астражанка, Astrażanka; ros. Острожанка, Ostrożanka) – wieś na Białorusi, w obwodzie homelskim, w rejonie lelczyckim, w sielsowiecie Bujnowicze.

## Historia
W Rzeczypospolitej Obojga Narodów leżała w województwie mińskim, w powiecie mozyrskim. W 1759 powstała tu cerkiew unicka, pod zaborami przekazana prawosławnym.
W wyniku II rozbioru Polski w 1793 znalazła się w granicach w Rosji, w ramach której w XIX i w początkach XX w. położona była w guberni mińskiej, w powiecie mozyrskim, w gminie Bujnowicze. Znajdował się tu znaczny majątek ziemski z wzniesioną w II poł. XIX w. wspaniałą rezydencją, od 1873 należący do Tyszkiewiczów.
Po I wojnie światowej pod administracją polską, w Zarządzie Cywilnym Ziem Wschodnich, w okręgu brzeskim, w powiecie mozyrskim, w gminie Bujnowicze.
W wyniku postanowień traktatu ryskiego znalazła się w granicach Związku Sowieckiego. Od 1991 w niepodległej Białorusi. Do 12 listopada 2013 siedziba sielsowietu.